# Hipismo nos Jogos Olímpicos de Verão da Juventude de 2018
As competições de hipismo nos Jogos Olímpicos de Verão da Juventude de 2018 ocorreram entre 8 e 13 de outubro em um total de dois eventos. As competições aconteceram no Clube Hípico Argentino, localizado em Buenos Aires, Argentina.

## Calendário
| Outubro | 6 | 7 | 8 | 9 | 10 | 11 | 12 | 13 | 14 | 15 | 16 | 17 | 18 |
| ------- | - | - | - | - | -- | -- | -- | -- | -- | -- | -- | -- | -- |
| Hipismo |   |   |   | 1 |    |    |    | 1  |    |    |    |    |    |

|  | Dia de competição |  | Dia de final |

## Medalhistas
| Evento                      | Ouro | Prata | Bronze |
| --------------------------- | --- | --- | --- |
| Saltos individual detalhes  | Giacomo Casadei ITA Itália | Omar Almarzooqi UAE Emirados Árabes Unidos                                                                                           | Pedro Espinosa HON Honduras                                                                                                  |
| Saltos por equipes detalhes | América do Norte MEX Nicole Meyer HAI Mateo Coles PAN Marissa Thompson HON Pedro Espinosa USA Mattie Hatcher MIX Equipes de CONs mistos | Europa GBR Jack Whitaker ITA Giacomo Casadei HUN Vince Jarmy NED Rowen van de Mheen BEL Simon Morssinkhof MIX Equipes de CONs mistos | África EGY Ahmed Elnaggar ZIM Brianagh Clark ZAM Anna Howard RSA Hannah Garton MRI Margaux Koenig MIX Equipes de CONs mistos |

## Quadro de medalhas
| Ordem | País                       | Medalha de ouro | Medalha de prata | Medalha de bronze |   |
| ----- | -------------------------- | --------------- | ---------------- | ----------------- | - |
| –     | MIX Equipes de CONs mistos | 1               | 1                | 1                 | 3 |
| 1     | ITA Itália                 | 1               |                  |                   | 1 |
| 2     | UAE Emirados Árabes Unidos |                 | 1                |                   | 1 |
| 3     | HON Honduras               |                 |                  | 1                 | 1 |
| TOTAL | TOTAL                      | 2               | 2                | 2                 | 6 |